# Joséphine Fesser
Marie-Joséphine Fesser, née Borrhée, connue sous le nom de Joséphine Fesser (1819-1891), est une artiste peintre et dessinatrice néerlandaise, active en France.

## Biographie

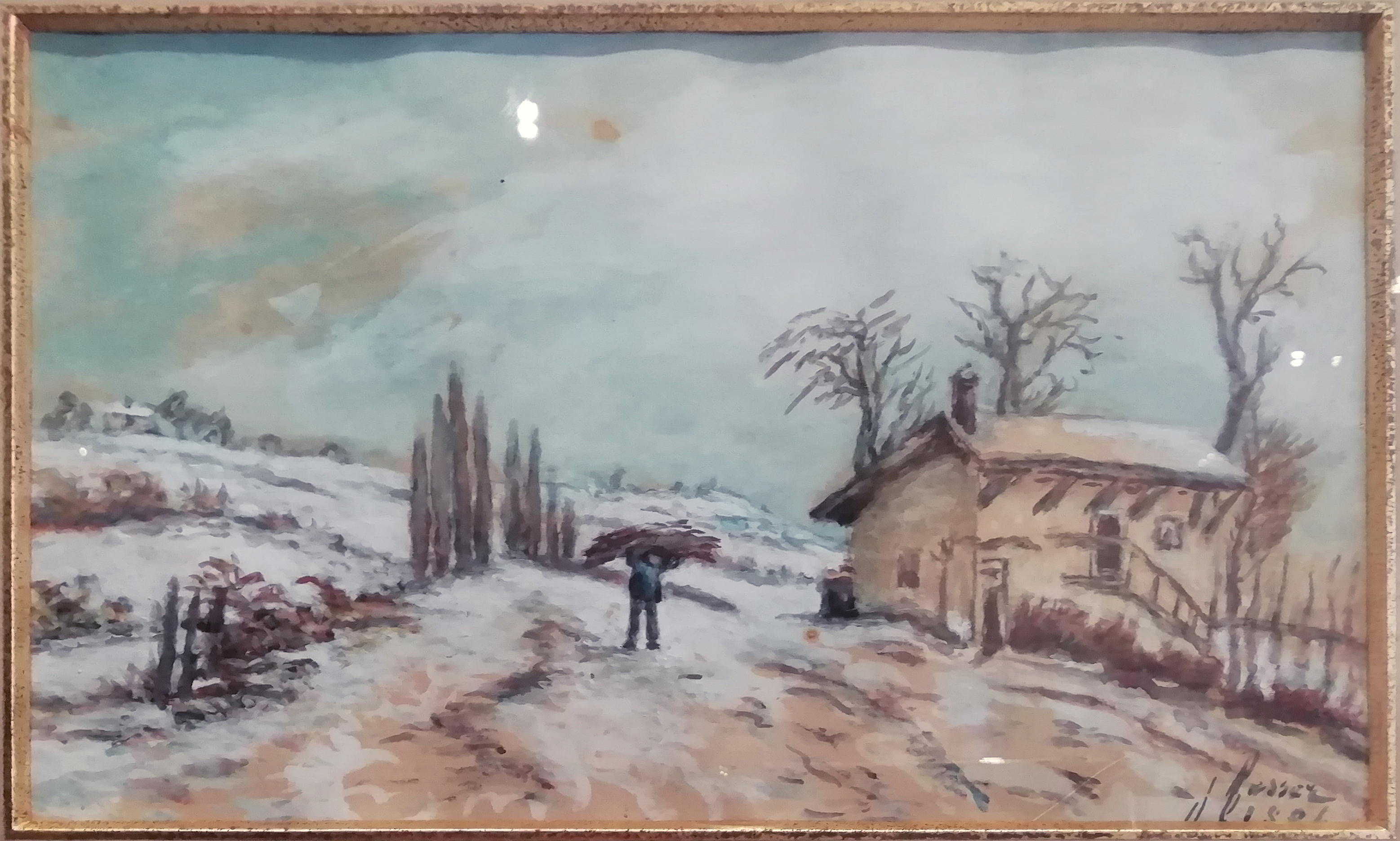
La Neige à la Côte-Saint-André, aquarelle, 1886.

Marie-Joséphine Borrhée est née à Namur, au royaume des Pays-Bas, le 12 mars 1819. Elle épouse Alexandre Fesser, cuisinier apprécié des châtelains de toute la France, avec qui elle aura un fils, Jules Fesser, lui aussi cuisinier et futur photographe.
Peintre paysagiste, Joséphine Fesser est active dans la deuxième moitié du XIXe siècle à Paris, où elle donne aussi des cours. En 1860 elle y rencontre Johan Barthold Jongkind un autre néerlandais expatrié, chez le marchand d'art Pierre Firmin Martin. Devenue son amie intime, elle exercera une influence artistique sur lui pendant toute leur vie commune. Ils habitent au 5, rue de Chevreuse à Paris.
En août 1873 ils rendent visite ensemble à Jules Fesser, qui a succédé à son père comme cuisinier au château de Pupetières de Châbons. Joséphine Fesser et Jongkind s'installent à proximité du château, au hameau de Mallein, sur la commune de Virieu. Après une semaine, Jongkind part à Grenoble où il peint sa première aquarelle, pour enchaîner ensuite avec d'autres paysages.
La même année ils partent pour un tour du sud de la France : Marseille, La Ciotat, Sète et Narbonne.
Ils reviennent en terre dauphinoise en 1874, pour passer l'été auprès de Jules Fesser et Pauline Walestains, qu'il avait épousée en février 1872.
L'année 1875 est marquée par deux événements tragiques pour Joséphine Fesser : la mort de son mari Alexandre Fesser, en mars, suivie peu après par le décès du petit Charles Fesser, fils de Jules et Pauline. En juillet, les artistes retournent à Mallein, où il reviendront régulièrement.
En 1878, Jules Fesser achète la villa Beauséjour, une maison à La Côte-Saint-André pour toute la famille, qui s'élargit peu à peu ; un atelier est aménagé dans la maison pour permettre à Joséphine Fesser et Jongkind de peindre.
Les peintres partent et reviennent à plusieurs reprises dans le Sud et en Dauphiné.
En août 1889, ils se rendent à Paris avec les petits-fils de Joséphine, Alexandre et Henri, pour l'Exposition universelle.
Joséphine accompagne Jongkind dans son ascension vers le succès mais elle est aussi son pilier, son « bon ange », son soutien émotionnel, elle se consacre à lui entièrement : atteint de délire de persécution depuis son adolescence, alcoolique, la santé de Jongkind se dégrade jusqu'à l'obliger, en 1891, à rentrer à l'hôpital psychiatrique de Saint-Egrève, où il décède le 2 février 1891.
Joséphine Fesser, inconsolable et rongée par le chagrin, ne lui survivra que quelques mois : elle décède le 23 novembre 1891 à La Côte-Saint-André,.
Elle est inhumée à côté de Jongkind au cimetière de la ville.

## Expositions
- 2003 : Exposition « Femmes peintres en Dauphiné, XIXe et XXe siècles» au Musée Mainssieux